# الهجرة إلى فيتنام
الهجرة إلى فيتنام هي العملية التي يهاجر الناس من خلالها ليصبحوا مقيمين في فيتنام. بعد إعلان الاستقلال في عام 1945 ، تم تعديل قوانين الهجرة لمنح الحكومة المركزية بعض السيطرة على العمال المهاجرين القادمين من دول جنوب آسيا القريبة مثل الصين (بما في ذلك هونغ كونغ) وكمبوديا ولاوس والفلبين وتايلاند. قامت إدارة الهجرة الفيتنامية مؤخرًا بتخفيف القيود الصارمة على العمال المهاجرين بموجب المرسوم 21/2001 / ND-CP و 34/2008 / NĐ-CP و 46/2011 / NĐ-CP. 

## تاريخ
خلال الحكم الفرنسي لفيتنام بين عامي 1925 و 1933 ، هاجر ما يقرب من 600000 صيني إلى شمال فيتنام، وفي الحرب اليابانية الصينية الثانية التي وقعت من عام 1937 إلى عام 1941 ، غادر العديد من الصينيين إلى جنوب فيتنام. أدت التوترات بين فيتنام والصين التي أعيد توحيدها حديثًا إلى نزوح جماعي في عام 1978 ، عندما فر 150 ألف صيني من منطقة شمال فيتنام إلى الصين بسبب مخاوف من حرب وشيكة واضطهاد فيتنامي. في أعقاب الحرب الفيتنامية الصينية اللاحقة عام 1979 ، بذلت الحكومة الفيتنامية جهودًا كبيرة لطرد السكان الصينيين المتبقين ، لكن العديد منهم ظلوا في البلاد ؛ مما أدى إلى وجود مجتمعات صينية كبيرة في فيتنام لا تزال قائمة حتى يومنا هذا.
العديد من المهاجرين الجدد هم من الفيتناميين الذين غادروا البلاد في السبعينيات  ويعودون إلى فيتنام بسبب ظروف سياسية واقتصادية أكثر ملاءمة.